# 褐色圈螺
褐色圈螺（学名：Plectopylis murata）为瞳孔蜗牛科圈螺属的动物，是中国的特有物种。分布于四川、湖北等地，生活环境为陆地，主要栖息于山区、丘陵、农田、住宅、寺庙附近潮湿的灌木丛、草丛中、落叶石块下以及墙角边。